# Chiesa di Santa Maria Assunta (Venezia, Malamocco)
La chiesa di Santa Maria Assunta è il principale luogo di culto cattolico di Malamocco, antico borghetto nel comune di Venezia localizzato sull'isola del Lido.

## Storia
È l'erede dell'antica cattedrale di Metamauco, sede di diocesi prima che questa fosse trasferita a Chioggia (XII secolo). In virtù di ciò, la parrocchia di Malamocco dipese a lungo dal vescovo clodiense che ebbe il diritto di eleggerne l'arciprete. Il 7 febbraio 1525 una bolla di Clemente VII trasferiva questa prerogativa al consiglio della comunità anche se, come attesta Marin Sanudo, la nomina popolare avveniva già da tempo.
Nel 1919 la parrocchia passava al patriarcato di Venezia al quale tuttora appartiene.

## Descrizione
L'attuale edificio è una rifabbrica del XV secolo realizzata su fondazioni precedenti (XI secolo). Un rimaneggiamento si ebbe nel 1557 cui seguì una più intensa ristrutturazione seicentesca degli interni

### Esterno
L'esterno è semplice, con una facciata tripartita da paraste. Al centro si apre il portale gotico, che reca le iniziali di Benedetto Belegno, podestà di Malamocco nel 1494, con lo stemma della sua famiglia. Lo sovrasta un oculo che favorisce l'illuminazione degli interni. Un altro ingresso gotico si apre sulla parete destra, anche questa caratterizzata da uno stile sobrio scandito da paraste e coronata da archetti pensili intrecciati in laterizio a vista; tuttavia le modifiche seicentesche, con l'apertura di grandi finestre termali hanno troncato in altezza le paraste e ridotto il gioco ininterrotto dell'intreccio degli archetti.

### Interno

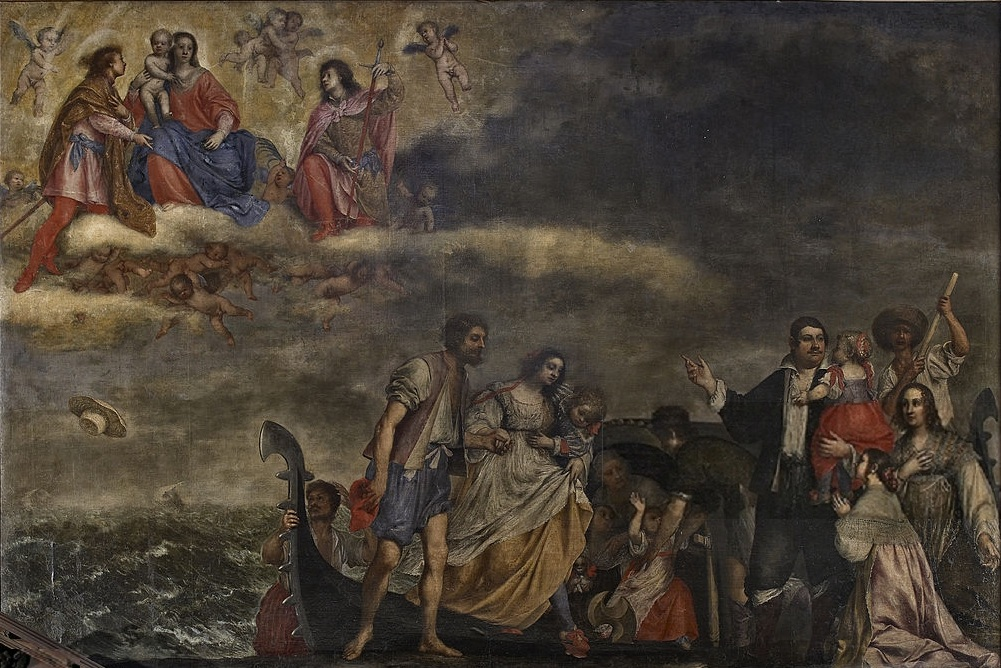
Girolamo Forabosco, Salvataggio miracoloso da un naufragio, 1646, Malamocco, chiesa di Santa Maria Assunta

L'interno è a navata unica con soffitto a vela ornato al centro da una grande cornice a lacunari intagliata nel Seicento; anticamente il soffitto era a carena di nave. 
La grande cappella presbiteriale rappresenta l'esito di radicale rifacimento seicentesco. L'altare maggiore barocco contiene una grande tela di scuola tintorettesca, l'Assunzione della Vergine; affiancano l'altare, sospese su delle robuste mensole, le statue in legno dipinto di bianco di San Pietro e San Paolo, opera di un ignoto intagliatore veneto. Sopra i dossali lignei ai fianchi del presbiterio, sulla sinistra è collocata una grande tela di Girolamo Forabosco, il Salvataggio miracoloso da un naufragio), un'opera caratterizzata dalla gustosa scena di costume seicentesco. Sulla parete  destra è invece un'Ultima Cena di ambito veneto e di datazione insicura in quanto assente nella letteratura più antica. Sul soffitto è un affresco di sapore accademico di fine Ottocento.
In testa alla navata due piccoli altari affiancano lo sfondamento del presbiterio. A destra è l'altare della confraternita del suffragio con la pala della Madonna del Carmine con i santi Giovanni Battista ed Evangelista e anime purganti opera seicentesca di Francesco Pittoni. A sinistra nell'altare della Madonna del Carmine è stata ricollocata la statua "miracolosa" della Madonna di Marina (Madonna col Bambino) proveniente dalla vicina chiesetta della Madonna di Marina, soppressa nel 1814 e subito demolita; una leggenda risalente agli inizi del XVI secolo racconta che un ortolano vide galleggiare vicino a Malamocco un pezzo di legno, lo raccolse e lo portò nella sua cantina ma il giorno dopo lo ritrovò nel  luogo del primo avvistamento; pensando a uno scherzo decise di spaccarlo e dal tronco emerse il capo della statua il resto era poco meno che abbozzato.
Sul fianco sinistro della chiesa, tra la facciata e l'ingresso secondario, è l'altare dedicato alla Madonna del Rosario su cui era stata posta la Madonna di Marina, una struttura proveniente dalla demolita chiesa di Santa Maria dell'Orazione. 
Verso il presbiterio, appesi direttamente alla parete, si aggiungono tre tele provenienti dalla chiesa di San Vitale di Poveglia: la Vergine in preghiera (o Santa in gloria) opera di Giulia Lama del 1735, il San Rocco prega con gli appestati e il Sant'Antonio da Padova che libera un ossesso, queste ambedue opere di scuola veneta della seconda metà del Seicento.
Alla parete opposta verso l'entrata è l'altare del Cristo di Poveglia, anche questo proveniente da Santa Maria dell'Orazione ma che accoglie la statua considerata miracolosa preveniente invece da San Vitale: si tratta di un crocifisso trecentesco, probabilmente dalmata, in povera cartapesta dipinta col capo reclinato e le braccia inchiodate su una croce a forma di Y. Ad affiancare l'altare sono posti due convulsi gruppi scultorei di Giuseppe Torretti, la Verigine addolorata con una pia donna e Maria Maddalena con San Giovanni Evangelista provenienti sempre da San Vitale.
Una breve cappella contiene il secondo altare di sinistra che in una cornice marmorea sostenuta da due angioletti custodiva le reliquie dei santi aquileiensi Felice, Fortunato e quelle del santo persiano Giacomo l'Interciso, poi trasferite a Chioggia. A scandire il paliotto marmoreo policromo sono scolpiti i tre martiri a figura intera e in tenuta da soldato romano. La pala che sovrasta l'altare, la Vergine e i santi Felice e Fortunato, risulta di attribuzione incerta, tuttavia durante il restauro del 1983 è stata individuata la scritta "Brusasorci" sul telaio.
Ad affiancare l'altare, agli inizi dell'Ottocento, sono state poste sul fondo della cappella due strette tele centinate seicentesche di ambito veneto: La Vergine porge a Cristo la croce alla presenza dei santi Antonio e Rocco e la Glorificazione della Trinità tra i santi.
Subito dopo la cappella appare sospeso un pulpito in legno dipinto a finto marmo, opera ottocentesca disegnata da Aristide Naccari a cui è accostata la lunga tela della Lavanda dei piedi attribuibile ad un autore di scuola veneta tra la fine del Seicento e gli inizi del secolo successivo.
Nella sacrestia, ristrutturata nel 1862, si trova un notevole paliotto intagliato con la Morte della Vergine, Cristo benedicente e dodici santi le possibili attribuzioni e datazioni variano da a Caterino di maestro Andrea con Bartolomeo di Paolo sul finire del Trecento alla cerchia di Paolo delle Masegne agli inizi del Quattrocento.
In controfacciata è la cantoria con l'organo provenienti da Santa Maria dell'Orazione, opere del XVIII secolo; lo strumento realizzato da Pietro Nachini andò a sostituirne uno più antico documentato nella chiesa già nel primo Seicento.
Nel 2021 è stata asportata la grande tela settecentesca della Glorificazione di una santa (o Vergine in preghiera) conservata nella chiesa arcipretale per un restauro conservativo. Il 9 luglio 2024, alla presenza del parroco mons. Cesare Zanusso, dei rappresentanti di Save Venice (che hanno finanziato il restauro) e della Sovrintendenza di Venezia, è stata ripresentata alla comunità parrocchiale grazie ad una conferenza "A tu per tu con Giulia Lama" presentata dalla professoressa Patrizia Focarini.
Il 19 settembre 2024 è iniziato un altro importante restauro all’interno della chiesa: la tela di Girolamo Forabosco del 1646 considerata il secondo “ex voto” più grande d’Europa.

### Il campanile
Il campanile originariamente romanico, dall'aspetto massiccio, si ispira evidentemente a quello di San Marco, con cella voluminosa e cuspide slanciata. Custodisce quattro campane in accordo di Fa maggiore.

#### Le campane
Il campanile della chiesa di Santa Maria Assunta a Malamocco, contiene in tutto 4 campane (tre + una campanella detta "sonello") elettrificate a slancio.
Qui sotto si riportano i dati di ogni singola campana:
- Campana maggiore: nota nominale Fa3, diametro 108 cm, spessore 7,2 cm, peso 690 kg, fusa dalla Fonderia Pietro Colbachini sedente in Bassano del Grappa (VI) nel 1927. Reca scritto: DEVM HONORO DEFUNCTOS IN BELLO MILITES PLORO SVPERSTITIBUS PACEM IMPLORO - A RICORDO DEI CADVTI DI MALAMOCCO DELLA GVERRA 1915-18 BALLARIN B. - BALLARIN T. - BORIN D. - CHIODIN G. - CORSATO G. - GAVAGNIN R. - GIADA I. - PASSAGLIA A. G. - PEZZATO E. - PONTI A.      QVADRELLI PENINETTI - MALAMOCCO DI VENEZIA 24 MAGGIO 1927 - OPERA DI PIETRO COLBACHINI FU GIO. DI BASSANO ANNO 1927 SALVVUM DA POPVLVM TVVM DOMINE - AGITE DIES LAETI ED CONFETIMINI ILLI - A FULGURE ED TEMPESTATE LIBERA NON DOMINE - LAUDO DEVM VERVM PLEBEM VOCO CONVOCO CLERVM
- Campana mezzana: nota nominale Sol3, diametro 96 cm, spessore 6,8 cm, peso 500 kg, fusa dalla Premiata Fonderia De Poli sedente in Vittorio Veneto (TV) nel 1891. Reca scritto: PREMIATA DE POLI VITTORIO - DOMINE EXAVDI VOCEM POPVLI TI ET LIBERA VEND. D. JANNE THOMA CANCO GHEZZO  ARCHIPRESBITERO DN JO SCARPA EVG SCARPA ANG POVOLATO AEDIT VIS INCOLARUM AERE 1891
- Campana piccola: nota nominale La3, diametro 83 cm, spessore 5,5 cm, peso 340 kg, fusa dalla Fonderia Pietro e Girolamo Colbachini sedente in Bassano del Grappa (VI) nel 1803. Reca scritto: ECCEM CRVCEM DOMINI FVGITE PARTES ADVERSAE - OPERA DI PIETRO E IO GIROLAMO COLBACHINI FV JO. DI BASSANO. ANNO DOMINI MDCCIII  SOLI DEO HONOR ET GLORIA - PROPERATYE GENTES AVDITE VERBVM DEI - A FVLGVRE ET TEMPESTATE LIBERA NOS DOMINE - FIDEM PIETAS SPONTE OBTVLIT (N.B.: sulla campana troviamo scritta la data 1803 probabilmente per un errore di scrittura. Viene infatti citato che Pietro e Girolamo Colbachini lavorarono in età posteriore, datando la campana probabilmente al 1853, in numeri romani MDCCCLIII)
- "Sonello": nota nominale Sib4, diametro 41 cm, spessore 2,4, peso 40 kg, fuso dalla Premiata Fonderia De Poli sedente in Vittorio Veneto (TV) nel 1898. Reca scritto: FONDERIA DE POLI VITTORIO - 1898